# Beyţās
Beyţās (persiska: بیطاس) är en ort i Iran.   Den ligger i provinsen Västazarbaijan, i den nordvästra delen av landet, 500 km väster om huvudstaden Teheran. Beyţās ligger 1 407 meter över havet och antalet invånare är 286.
Terrängen runt Beyţās är huvudsakligen kuperad. Beyţās ligger nere i en dal. Runt Beyţās är det ganska tätbefolkat, med 60 invånare per kvadratkilometer. Närmaste större samhälle är Mahabad, 9,8 km norr om Beyţās. Trakten runt Beyţās består i huvudsak av gräsmarker.